# Nan Hayworth
Nan Alison Sutter Hayworth (14 de dezembro de 1959) é uma oftalmologista norte-americana e ex-política republicana pelo 19º distrito congressional de Nova York, eleita em 2010.
Em 2012, Hayworth concorreu à reeleição pelo 18º distrito. Ela perdeu para o democrata e ex-secretário de Clinton, Sean Patrick Maloney, naquele ano e novamente em 2014.

## Carreira
Nan Alison Sutter nasceu em 14 de dezembro de 1959, em Chicago e foi criada em Munster, Indiana, filha de veteranos da Segunda Guerra Mundial. Sua mãe Sarah Margaret Badley imigrou para os Estados Unidos da Inglaterra em 1948. Ela se formou em biologia pela Universidade de Princeton em 1981, depois de concluir uma longa tese de 53 páginas. Sutter treinou oftalmologia no Mount Sinai Hospital, em Nova York. Seu primeiro emprego foi em 1996.
Em 14 de setembro de 2010, Hayworth derrotou Neil DiCarlo nas primárias republicanas, com 69% dos votos. Ela derrotou o candidato democrata, John Hall, com 53% dos votos nas eleições gerais de 2010.
Outros 41 médicos republicanos concorreram ao Congresso em 2010. Durante a campanha, ela postou seu diploma de médica em seu site. Ela era a única mulher médica no Congresso. Ela era membro da Bancada de Igualdade LGBTQ+ no Congresso.
O presidente George W. Bush liderou o 19º distrito congressional de Nova York com 54% em 2004 e o presidente Barack Obama com 51% em 2008. O distrito ficava ao norte da cidade de Nova York e era composto por partes dos condados de Dutchess, Orange, Rockland, Westchester e Putnam. O 18º distrito (2012-presente) é composto por todos os condados de Orange e Putnam, bem como partes dos condados de Dutchess e Westchester.
Como parte das mudanças após o censo de 2010, o distrito de Hayworth foi renumerado como 18º. Em termos de população eleitoral, o novo distrito é composto pelo antigo 18º distrito (1%); o antigo 19º (76%); o antigo 20º (2%); e o antigo 22º (21%). Em 2012, ela então perdeu a eleição para Sean Patrick Maloney, ex-secretário da Casa Branca do presidente Bill Clinton, por 52% contra 48%.
Em 2014, reportagens da mídia afirmaram que ela estava considerando fortemente concorrer as eleições. A corrida foi uma das mais competitivas de Nova York. No final da campanha, Hayworth realizou um anúncio de campanha com seu filho gay, afirmando aos eleitores que "não era extremista". O anúncio atraiu críticas de grupos LGBT+, que disseram que Hayworth não fez o suficiente para apoiar a legislação pró-LGBT enquanto estava no cargo. Maloney venceu a eleição, com uma diferença de 47,66% a 45,88%. Hayworth ganhou as indicações primárias dos partidos Republicano, Conservador e independentes.

### Visões políticas
Durante seu tempo no Congresso, Hayworth se concentrou em questões fiscais, evitando posições controvérsias, como aborto e casamento entre pessoas do mesmo sexo. Ela endossou Mitt Romney em novembro de 2011. Ela apoiou a revogação da Lei Obamacare e geralmente se opôs a medidas adicionais de controle de armas.
Após o furacão Irene em 2011, Hayworth fez a seguinte declaração depois de visitar seu distrito: "Escrevi ao presidente para apoiar o pedido do governador Cuomo para declarar 'desastre de maior alcance', para garantir que os moradores sejam elegíveis para assistência individual e municípios sejam elegíveis para programas de assistência pública." Ela acrescentou que quaisquer acréscimos ao fundo de ajuda devem ser compensados por cortes no orçamento federal em outros lugares.
Hayworth votou no orçamento de Paul Ryan em 2011 e 2012. Durante uma entrevista no Early Start na CNN, ela reiterou seu apoio a Ryan, chamando-o de "professor e mentor" para os republicanos da Câmara quando se trata de "um plano de orçamento que realmente funcionará para os Estados Unidos". Em 2011, ela e vários republicanos da Câmara enviaram uma carta ao presidente Obama pedindo-lhe que acelerasse o processo de licenciamento para a exploração de energia offshore.
A maioria dos votos de Hayworth estava relacionada a questões orçamentárias, de gastos e fiscais. Alguns projetos de lei que foram aprovados na Câmara em que Hayworth votou incluem a Lei de Controle Orçamentário e a Lei de Corte, Limite e Equilíbrio de 2011. Hayworth votou contra o aumento do limite da dívida. Em 1 de janeiro de 2013, ela votou a favor do projeto de lei que impede o abismo fiscal.
Hayworth tinha uma dívida totalizando meio milhão de dólares após sua campanha. As principais indústrias que contribuíram para a campanha de Hayworth incluíram profissionais de saúde.

## Vida pessoal
Ela conheceu seu marido, Scott Hayworth, na Universidade de Princeton . Ele é presidente e CEO do Mount Kisco Medical Group e ex-presidente do Conselho de Administração da American Medical Group Association. Eles se casaram em 1981 e têm dois filhos. Ela é membra da Igreja Luterana-Sínodo de Missouri e da 501(c)4 ConservAmerica.
Em 23 de novembro de 2021, Hayworth anunciou no Twitter que seu filho John havia morrido.